# Frost (gruppo musicale)
I Frost sono un supergruppo musicale neoprogressive  fondato nel 2004 da musicisti già affermati nel settore..

## Storia del gruppo

### Gli inizi
La band venne costituita nel settembre del 2004, dal cantautore, produttore e musicista Jem Godfrey, molto popolare  per il suo lavoro come autore di successi pop per varie band, tra cui tra cui le Atomic Kitten, quando prese la decisione di tornare alrock progressivo. Dopo aver scritto e registrato materiale da solo per diversi mesi e ascoltato un'ampia selezione di musica progressiva contemporanea, Godfrey si è avvicinato per la prima volta a John Mitchell degli Arena e dei Kino (e successivamente chitarrista e cantante degli It Bites). 

### Il primo album
Appena rientrato dal tour, Godfrey annunciò - tramite un articolo apparso sul blog della band su MySpace   - che a causa dei suoi crescenti impegni professionali e personali altrove,  la band sarebbe stato sciolto dopo aver soddisfatto le quattro date rimanenti dei concerti. Successivamente è emerso che un'apparizione al festival Rites of Spring nel 2007, in America - che era l'ultima data prevista era stata cancellata, ma la band non si sciolse.

### Il ritorno
Il 16 settembre 2011, Godfrey annunciò tramite il suo blog che Frost* sarebbe tornato ancora una volta per un terzo album, affermando "Per ora non ho idea della forma, della forma, del personale o del suono di questo nuovo album*. Ancora una volta renderò disponibili online i report di Frost* durante il processo e senza dubbio sarà un dannato manicomio, ma quello è Frost*". La band si è esibita in uno spettacolo di Natale tutto esaurito alla House of Progression, Kingston upon Thames, il 16 dicembre 2011.

## Discografia

### Album in studio
- 2006 - Milliontown
- 2008 - Experiment in Mass Appeal
- 2016 - Falling Satellites
- 2021 - Day and Age
- 2024 - Life in the Wires

## Formazione

### Attuale
- Jem Godfrey - voce (2004-2006; 2008-presente)
- John Mitchell - chitarra (2004-2006; 2008-presente)
- Nathan King - basso (2009-presente)
- Craig Blundel - batteria (2009-2019;2021-presente)

### Ex membri
- John Jowitt - basso (2004-2006; 2008-2009)
- Andy Edwards –  batteria (2004-2006; 2008-2011)
- John Boyes- chitarra (2004-2006)
- Declan Burke - basso (1989-1990; morto nel 1990)